# Antonio de la Gama
Antonio de la Gamma (Corona de Castella, c. 1489 - Imperi Espanyol, després de 1544) fou un llicenciat en Dret assignat com a tinent de governador de Puerto Rico des de 1519 fins a 1521, com a part integrant del Virregnat de les Índies i després també nomenat com a governador de Puerto Rico de 1529 a 1530, depenent de la governació i capitania general de Santo Domingo i de la seva real audiència homònima, al mateix temps que fos governador interí de Castella d'Or des de 1529 fins a 1532.
Fou designat com a tinent de governador de Cusco de 1538 a 1539, de finals de 1541 fins a principis de 1542 i de finals de 1542 fins a mitjan 1543.
Era germà de Sebastián de la Gamma (n. c.1581) que fou resident de l'illa de Puerto Rico des de principis de 1511 i que per real cèdula del 6 de juny se li havia atorgat una Comanadoria d'aborígens taïnos en l'acabada de fundar vila de San Germán.
El 1517 ostentava el títol de batxiller i va rebre el de llicenciat en Lleis entre abril i setembre de 1518. A finals de 1518 es trobava a Saragossa, al costat de fra Bartolomé de las Casas qui també era llicenciat, en el Consell d'Índies on s'estaven elaborant les reformes dels aborígens del Nou Món. El doctor Juan Fernández de la Gamma, assessor lletrat de l'assistent de Sevilla, va ser comissionat el 13 d'octubre a Sevilla per aplicar-les a Puerto Rico però va rebutjar el càrrec per la seva avançada edat i estat de salut. Bartolomé de las Casas va col·laborar amb Rodrigo de Figueroa que va ser comissionat per portar-les a la Hispaniola per Reial Cèdula amb data del 9 de desembre del mateix any.
Antonio de la Gama va ser comissionat a Barcelona, per real cèdula del 3 de març de 1519, per aplicar les reformes i com a jutge de residència a l'illa de Puerto Rico, per la qual cosa va embarcar el mes de juny a Sevilla rumb a l'Amèrica espanyola per arribar a mitjan juliol de 1519.
El 5 de març de 1528. I va sol·licitar a la virreina María de Toledo, vídua de Diego Colón Moniz, que ho nomenessin governador de la mateixa illa en nom de Luis Colón de Toledo, hereu dels privilegis del seu avi l'almirall Cristòfor Colom.
Va ser nomenat governador interí de Castella d'Or des del 5 d'agost de 1529 fins a juliol de 1532. La seva administració a Castella d'Or va ser activa i precisa. Va reedificar la ciutat de Natá, va iniciar la construcció d'un camí terrestre entre Panamà i Nombre de Dios, va protegir els indígenes i va reprimir la vagància. Va tenir un actiu col·laborador en el bisbe Tomás de Berlanga, qui va recolzar entusiastamente les seves mesures de progrés, sanitat i moral. En 1531, durant el seu govern, va sortir de Panamà l'expedició de Francisco Pizarro, que va donar com a resultat la conquesta del Perú.
Va ser assignat com a tinent de governador de Cusco de 1538 a 1539, en el lloc d'Hernando Pizarro.
Novament en reemplaçament del capità Pedro Álvarez Holguín, des del 24 de desembre de 1541 a 1542, data que ocupés el lloc Cristóbal de Sotelo, encara que aquest morís en el mateix any i fos remplaçat per Nicolás d'Heredia.
Va ser anomenat novament tinent de governador de Cusco des de finals de 1542 fins a 1543.